# El artista en conversación con Johann Jakob Bodmer
El artista en conversación con Johann Jakob Bodmer o El artista en conversación con Bodmer  (en alemán: Bodmer und Füssli vor der Büste Homers, "Bodmer y Füssli frente al busto de Homero"), es una obra del pintor suizo Johann Heinrich Füssli, realizada entre 1778 y 1780. Este óleo sobre lienzo es una escena de género que representa una conversación entre el pintor y Johann Jakob Bodmer, quien fue su profesor en el colegio Carolinum de Zúrich, frente a un imponente busto de Homero. Este autorretrato como filósofo se conserva en la Kunsthaus de Zúrich. 

## Descripción
Johann Heinrich Füssli se retrató junto con su maestro sentados frente a un gran busto del poeta Homero, caracterizado por los ojos cerrados y una larga barba. La presencia de este busto en la cámara podría deberse a que Johann Jakob Bodmer había traducido recientemente la Odisea al alemán. Algunos estudiosos, sin embargo, reconocen a Platón en el busto, que simbolizaría el carácter pedagógico de la escena.  El tamaño desproporcionado de la escultura, cuya cabeza es mayor que la de los dos hombres, podría "monumentalizar el pasado".  El profesor de Zurich conversa con su alumno y enfatiza sus expresiones con el movimiento de sus manos.  Füssli, sin embargo, no lo mira a los ojos, ni mira el rostro esculpido del poeta épico, ya que su mirada se pierde en el espacio, absorto en sus pensamientos.  La obra constituye un vínculo entre la iniciación intelectual del pintor y el camino poético que eligió. 